# Trachymene ochracea
Trachymene ochracea är en flockblommig växtart som beskrevs av Lawrence Alexander Sidney Johnson. Trachymene ochracea ingår i släktet Trachymene och familjen flockblommiga växter. Inga underarter finns listade i Catalogue of Life.